# Dúné
A Dúné egy hét tagból álló dán rockegyüttes.

## Története
Az együttes 2001-ben alakult egy Skive nevű városban, amely Dánia északi részén fekszik. A tagok egy középiskolába jártak, de nem itt találkoztak először. Malte és Cille pár nap különbséggel születtek ugyanabban a kórházban, és hat hónappal ezután találkozott először Malte és Mattias - ugyanis szüleik ugyanabba az uszodába járatták őket. Az bandaalapítás ötlete Mattias, Malte és Simon fejében fordult meg, mikor 2001 és 2003 között osztálytársak voltak. Aztán találkoztak Anne Cecilie-el, aki zongorázik, énekel és szólógitározik, szóval sokoldalú zenész. Tehát ő is bekerült az együttesbe. Piotrek lengyel származású, egy szót sem beszélt dánul, de az együttest meggyőzte a tudása, és megkérték, hogy legyen a basszusgitárosuk. Debütáló koncertjüket Mattias szüleinek nappalijában tartották. Ole-t és Danny-t később ismerték meg egy koncerten.
Hazájukban 2006 végén lettek sikeresek Bloodlines c. debütáló kislemezükkel. A P3 rádió éves díjkiosztóján az év felfedezettjének nevezték őket.
2007 nyarán a Rokskilde fesztiválon léptek fel, és a koppenhágai Tivoliban. Még ebben az évben ősszel megjelent debütáló lemezük. A Panic at the Disco-val koncerteztek, ezenkívül a Die Ärzte előzenekaraként is felléptek a 2008-as jazzturnéjukon.
2009 augusztusában jelent meg Enter Metropolis című új lemezük. 2010-ben kiadtak egy koncertfilmet Stages címmel.

## Tagjai
- Mattias Kolstrup - ének
- Ole Bjørn Sørensen - billentyűs hangszerek, ének
- Danny Jungslund - gitár
- Piotrek Wasilewski - basszusgitár
- Cecilie Dyrberg - szintetizátor, gitár, ének (2002 - 2010)
- Malte Aarup-Sørensen - dob (2001 - 2011)
- Simon Troelsgaard - gitár (2001 - 2011)

## Diszkográfia

### Albumok
- 2007: We Are in There, You Are out Here
- 2009: Enter Metropolis
- 2013: Wild Hearts

### Kislemezek
- 2006: Bloodlines
- 2007: Dry Lips
- 2007: A Blast Beat
- 2008: 80 Years
- 2009: Victim of the City
- 2009: Heat
- 2009: Let Go of Your Love
- 2010: Please Bring Me Back
- 2010: Heiress of Valentina
- 2010: Leaving Metropolis (EP)
- 2011: Echoes of December (EP)
- 2012: HELL NO!
- 2013: All That I Have

### Demók
- 2003: Lets Jump
- 2004: Rock, Synth N Roll (EP)
- 2005: Go Go Robot (EP)

## Külső hivatkozások
- https://www.myspace.com/dunesite
- https://web.archive.org/web/20131130152647/http://www.dunesite.com/
- http://www.dunehungary.blogspot.com
- https://web.archive.org/web/20130822011751/http://www.dunesite-shop.com/
- https://www.twitter.com/dunesite
- https://web.archive.org/web/20100127182309/http://www.stages-filmen.dk/